# Pallamano Femminile Cassano Magnago ASD
La Pallamano Femminile Cassano Magnago ASD è una società di pallamano femminile di Cassano Magnago (VA) che partecipa al campionato di Serie A1.

## Storia
La Pallamano Femminile Cassano Magnago ASD non ha vinto titoli seniores: tutti i titoli elencati sono della Pallamano Raluca, altra società che ha ereditato i titoli dalla Pallamano Femminile Cassano Magnago ASD che non è la società sopra menzionata.
La squadra di Pallamano Femminile "Raluca" nasce nel 1979 con il nome di "Cassano Magnago", sotto la guida di un presidente appassionato di questo sport: Giovanni Saporiti. Nel corso del tempo, insieme a lui si sono uniti alla guida della squadra altri partner e sponsor, che però per vari motivi hanno dovuto concludere le loro collaborazioni. Il presidente Giovanni Saporiti è l'unico che ha sostenuto la squadra sempre, non solo finanziariamente, ma anche moralmente. La sua squadra, che ha ricevuto tutta la sua fedeltà e lealtà, è diventata una grande famiglia di cui fanno parte le ragazze, i dirigenti, i collaboratori e i sostenitori. Negli anni, la squadra ha cambiato il suo nome in funzione degli sponsor: Tecnitalia, Macchi, Cavalca, Viemme, Chiaravalli. Dal 2001 la squadra di Saporiti ha cambiato nome in Pallamano Femminile "Raluca", in memoria di una giocatrice romena molto amata dal gruppo, che ha giocato a Cassano un anno ed, a causa di un incidente di gioco, ha perso la vita. La squadra di Cassano ha risposto sempre con numerose soddisfazioni e momenti di glorie che hanno incoraggiato il presidente a restare tenace davanti ai tempi duri che, in 31 anni di attività, non sono stati pochi. La Pallamano di Cassano ha vinto 11 Scudetti consecutivi nel massimo campionato femminile dal 1986 fino al 1996; 2 Coppe Italia nel 1988 e 1995. Ha inoltre partecipato a varie competizioni internazionali: su 8 partecipazioni alla Coppa dei Campioni è andata 2 volte fino ai quarti di finale nel 1988 e 1989, e nel 1990 tra le prime 8 squadre in Europa. In Coppa delle Coppe è entrata 2 volte nei quarti di finale. Ha partecipato anche a numerose tournée internazionali facendosi onore in tutta Europa.
Tra i risultati nel settore giovanile vanno annoverati i 2 scudetti Juniores nel 1990 e 1991.

## Palmarès

### Competizioni nazionali
- Campionato italiano: 11

1985-86, 1986-87, 1987-88, 1988-89, 1989-90, 1990-91, 1991-92, 1992-93, 1993-94, 1994-95 , 1995-96
- Coppa Italia: 2

1987-88, 1994-95

### Competizioni giovanili
- Campionato italiano di pallamano femminile U21: 2

2020-21, 2021-22
- Campionato italiano di pallamano femminile U19: 1

2008-09
- Campionato italiano di pallamano femminile U17: 2

2008-09, 2011-12
- Campionato italiano di pallamano femminile U15: 1

2006-07

## Allenatori e formazioni degli scudetti
1985/86De Bastiani, Macchi, Gianninoto, Gaiski, Saporiti, Tagliabue, Pellegatta, Numa, Colombino, Grandia, Stocco. Allenatore: Marco Trespidi
1986/87Brenta, Pellegatta, Macchi, Gaiski, Stocco, Saporiti, Luoni, Numa, Kuseta, Grandia. Allenatore: Marco Trespidi
1987/88Pellegatta, Brenta, Saporiti, Ress, Costeniero, Lepoglavec, Blasi, Stocco, Numa, Grandia, Macchi, Gaion, Tagliabue. Allenatore: Neven Andreašić
1988/89Pellegatta, Brenta, Saporiti, Grandia, Tagliabue, Numa, Lepoglavec, Gaion, Macchi, Mazziotti, Niederwieser, Cecchini. Allenatore: Neven Andreašić
1989/90Pellegatta, Brenta, Costeniero, Lepoglavec, Cecchini, Manera, Grandia, Macchi, Piombini, Cambiaso, Giacometti, Todesco, Saporiti. Allenatore: Neven Andreašić
1990/91Pellegatta, Brenta, Costeniero, Lepoglavec, Grandia, Cecchini, Manera, Cambiaso, Saporiti, Giacometti, Piombini, Todesco, Piccolo, Lucci, Macchi. Allenatore: Neven Andreašić
1991/92Pellegatta, Brenta, Karlova, Grandia, Manera, Cambiaso, Saporiti, Giacometti, Macchi, Melli, Lucci, Piccolo. Allenatore: Neven Andreašić
1992/93Pellegatta, Costeniero, Saporiti, Manera, Karlova, Roncolato, Bedin, Nevi, Lucci, Grandia, Piombini, Giacometti. Allenatore: Neven Andreašić
1993/94Cambiaso, Grandia, Niederwieser, Pellegatta, Pistelli, Saporiti, Karlova, Mason, Piombini, Manera, Leone, Piccolo, Coerezza, Da Campo, Lombardi, Ghiraldi, Dal Corso, Dinami, Luoni, Pauletto, Battaglia. Allenatore: Marco Trespidi
1994/95Baggio, Cambiaso, Grandia, Karlova, Lucci, Nevi, Costeniero, Pellegatta, Piombini, Piccolo, Manera, Da Campo, Leone, Giacometti, Dal Corso, Coerezza, Luoni. Allenatore: Marco Trespidi
1995/96Cambiaso, Karlova, Grandia, Piombini, Topor, Pistelli, Leone, Manera, Mason, Pellegatta, Santini, Saporiti, Ferrandino, Niederwieser, De Bastiani, Pauletto. Allenatore: Žarko Balić

## Record, statistiche e curiosità
- La Pallamano Femminile Cassano Magnago ASD è al primo posto nella classifica delle squadre vincitrici di campionati: 11.
- Le giocatrici Marina Pellegatta e Brigitte Grandia sono le giocatrici più titolate del Campionato Italiano pallamano femminile avendo conquistato entrambe 11 scudetti
- La giocatrice Marina Pellegatta è al secondo posto nella classifica delle presenze nella Nazionale Seniores femminile: 149. Elke Niederwieser è al terzo posto con 134 presenze, Brigitte Grandia è al quarto con 126 e Greta Saporiti è al quinto con 117.
- Le giocatrici Marina Pellegatta, Marina Kuseta, Elke Niederwieser, Maria Teresa Numa, Maria Colombino e Greta Saporiti fecero parte della formazione della Nazionale Seniores che vinse la medaglia d'oro ai Giochi del Mediterraneo disputatisi a Latakia in Siria nel 1987.
- L'allenatore Marco Trespidi è stato l'allenatore della Nazionale maschile italiana di Beach Handball nel 2000.

## Rosa
| N° | Naz.              | Ruolo | Sportivo            | Anno |  |  |
| -- | ----------------- | ----- | ------------------- | ---- |  |  |
| 92 | Italia (bandiera) | P     | Nila Bertolino      | 2000 |  |  |
| 95 | Italia (bandiera) | P     | Alice Milan         | 2006 |  |  |
| 4  | Italia (bandiera) | PV    | Miriam Maggioni     | 2009 |  |  |
| 11 | Italia (bandiera) | PV    | Angelica Manfredini | 2003 |  |  |
| 15 | Italia (bandiera) | A     | Sara Chianese       | 2007 |  |  |
| 17 | Italia (bandiera) | T     | Michela Cobianchi   | 1991 |  |  |
| 19 | Italia (bandiera) | T     | Giulia Gozzi        | 2002 |  |  |
| 27 | Italia (bandiera) | T     | Giulia Laita        | 2004 |  |  |
| 30 | Italia (bandiera) | A     | Sara Zanellini      | 2003 |  |  |
| 31 | Italia (bandiera) | A     | Alice Trevisan      | 2010 |  |  |
| 38 | Italia (bandiera) | PV    | Asia Macchi         | 2004 |  |  |
| 46 | Italia (bandiera) | T     | Lisa Ponti          | 2003 |  |  |
| 49 | Italia (bandiera) | T     | Sofia Ghilardi      | 1999 |  |  |
| 50 | Italia (bandiera) | A     | Rebecca Gheller     | 2000 |  |  |
| 55 | Italia (bandiera) | T     | Bianca Barbosu      | 1999 |  |  |
| 64 | Italia (bandiera) | T     | Martina Barbuscia   | 2009 |  |  |
| 89 | Italia (bandiera) | T     | Sofia Taddeo        | 2009 |  |  |

- Allenatore:  Davide Kolec